# NGC 918
NGC 918 je galaksija u zviježđu Ovan.

## Vanjske poveznice
- SEDS: NGC 918